# Bergnacht
Bergnacht ist ein deutsches Stummfilm-Drama aus dem Jahre 1914 mit Henny Porten in der Hauptrolle. Regie führte Curt A. Stark.

## Handlung
Die Geschichte spielt zur Zeit der Bauernrevolte gegen die französischen Usurpatoren im Tirol des Jahres 1809. 

### Erster Akt
Monika ist die Tochter eines Bergwirtes und erwartet in diesen unruhigen Zeiten gerade ihren Bräutigam Peter zurück. Beide Männer haben sich dem antinapoleonischen Widerstand angeschlossen und wollen eine französische Militärstreife überfallen. Es kommt zu einem heftigen Gefecht, bei dem sich mal die eine, dann wieder die andere Seite dem Sieg nahe glaubt. Schließlich gelingt es den Tirolern dank ihrer besseren Kenntnisse von den Örtlichkeiten, ein Gros der Franzosen zu töten, ehe der verbliebene Rest sein Heil in der Flucht sucht. Auch Monikas Peter steht im Kampf, sein direkter Gegner ist der Anführer des Franzosentrupps, Capitaine Conte Castiglioni. Peter, in großer Gefahr von diesem niedergemacht zu werden, bekommt unerwartete Hilfe, als eine Gewehrsalve den Franzosen niederstreckt. Es war Monika, die vom felsigen Bergweg aus geschossen hat. Sie war heimlich ihren Tirolern nachgelaufen, um Peter nicht zu verlieren. Als Peter den Eindringling endgültig niedermachen will, stürzt Monika dazwischen und meint, dass man sich an Wehrlosen nicht vergreife. Sie fleht auch ihren Vater an, den Grafen zu verschonen und kann erreichen, dass er als Gefangener mit zur Schenke des Bergwirten kommt.

### Zweiter Akt
Allmählich erholt sich er gefangene Franzose von seiner Verwundung und zwischen ihm und seiner Retterin Monika entstehen so manche zarte Bande. Monika versucht sich seines Charmes zu erwehren, doch als sowohl ihr Vater als auch Peter von beider Kommandanten zu einer Lagebesprechung in den fern gelegenen Sandhof zitiert werden, kann sich Monika nicht länger der Avancen des Welschen erwehren. Ausgerechnet als sie das Gewehr reinigt, mit dem sie Castiglioni niedergeschossen hatte, kommt es zum ersten, leidenschaftlichen Kuss. Monika überlässt dem Grafen das Kreuz an der Kette, die sie stets um den Hals trägt, damit er sich ihrer erinnern möge, wenn beide längst wieder getrennt sind. Ehe es zwischen den beiden zum Äußersten kommen kann, hört Monika das Knarren der Haustür und schafft ihren Grafen fort. Peter und ihr Vater sind wieder zurück und diskutieren das im Sandhof Besprochene. Sie ahnen nicht, dass der Feind mithört und sich Graf Castiglioni eifrig Notizen macht. Monika überrascht ihn dabei und will ihn augenblicklich bei ihrem Vater als Spion anschwärzen. Doch der Franzose bittet sie im Namen ihrer erblühenden Liebe davon Abstand zu nehmen und schwört auf das Kruzifix, dass er zurückkommen werde. Dann macht er sich aus dem Staub.

### Dritter Akt
Erst am kommenden Morgen wird die Flucht des Kriegsgefangenen entdeckt. Monika leugnet, etwas mit denn Verschwinden zu tun tu haben. Doch Peter ahnt schon seit geraumer Zeit, dass zwischen seiner Braut und dem Fremden etwas im Busche sein müsse. Und so überprüft er das Gefangenenzimmer und sieht dort Monikas Kruzifix liegen. Auch ihr Vater fragt nun bei Monika im verschärften Tonfall nach, doch sie bleibt bei ihrer Version, sie sei unschuldig. Während Peter ihr kein Wort glaubt, winkt der alte Riedlechner ab, da er keine Zweifel an der Integrität seiner Tochter hege. Zu dieser Zeit wird Castiglioni mit der Führung eines Franzosentrupps betraut, der die gefallenen Kameraden rächen soll. Man umzingelt das Dorf, und Castiglioni nutzt einen freien Moment zum zurückgelassenen Kruzifix zurückzukehren, um dort Monika Lebewohl zu sagen. Monika ist bereits anwesend und fällt ihrem Chéri um den Hals. Dies wiederum beobachtet Peter, der ihr heimlich nachgeschlichen ist. Peter will, dass Monikas Vater, der ihm bislang nicht geglaubt hatte, dies sieht und holt diesen herbei. Der alte Riedlechner mag das Gesehene nicht glauben und stürzt sich, außer sich vor Zorn, auf das Paar. Er zerrt Monika von Castiglioni weg und schubst den Franzosengrafen in den Wildbach-Abgrund. Monika, die nun ganz genau weiß, wohin sie gehört, springt ihrem toten Geliebten zum Entsetzen der beiden zurückbleibenden Männer nach.

## Produktionsnotizen
Bergnacht entstand Ende 1913 im Messter-Filmatelier in Berlins Blücherstraße 32, passierte im April 1914 die Filmzensur und erlebte seine Uraufführung am 4. September 1914. Der Film war drei Akte lang. Gelegentlich werden auch die Titel Die Bergnacht und Bergmacht genannt.
Porten und Stark waren zu dieser Zeit ein Ehepaar. Die beiden Porten-Dramen Bergnacht und Das Tal des Traumes wurden mit nahezu identischer Crew unmittelbar hintereinander abgedreht.

## Kritik
„Das ist ein mächtig packendes Volksstück aus den Tiroler Bergen und aus der großen Heldenzeit dieses Volkes. Es ist mit einem Herzensroman verwoben und erbringt den Beweis, daß dem Herzen das Wort Feind fremd ist, wenn es laut schlägt und um Erfüllung einer Sehnsucht schlägt. Henny Porten … spielt in der „Bergnacht“ eine Rolle, die zu den besten Darbietungen dieses Filmlieblings zählt. Ihre Monika ist ein Kraftweib wie aus einem Guß. (…) Dieses darstellerisch großartige Bild besitzt ein Milieu, das niemals seine Wirkung verlieren wird.“